# Raging Slab
A Raging Slab amerikai rockegyüttes.

## Története
1983-ban alakultak New Yorkban. Greg Strzempka és Elyse Steinman gitárosok alapították. Mindkettőjüket érdekelte a hetvenes évekbeli rockzene és a kortárs punkzene. Felfogadták maguk mellé Kory Clarke dobost, Robert Pauls basszusgitárost és Dmitri Bill-t a Deee-Lite-ból, és így megalakult a Raging Slab. 1986-ra változott a felállás: Clarke és Bill kilépett a zenekarból, illetve új tag került az együttesbe, Alec Morton basszusgitáros személyében. Első nagylemezük 1987-ben jelent meg, a "Buy Our Records" gondozásában. 1989-ben a nagy lemezkiadóhoz, az RCA Records-hoz szerződtek le. Tony Scaglione játszott a Whiplash nevű thrash metal együttesben, Jack Irons a Red Hot Chili Peppers dobosa, Phil Ondich pedig a Black Label Society alapító tagja.

## Tagok
- Greg Strzempka - gitár, ének (1983-)
- Niklas Mattson - dob (1986-1992, 2004-)
- Mats Rydström - basszusgitár (2004-)

## Korábbi tagok
- Elyse Steinman – gitár, ének (1983–2017) (2017-ben elhunyt)[1]
- Kory Clarke – dob (1983-1986)
- Robert Pauls - basszusgitár (1983-1986)
- Dmitri Brill – gitár (1983-1986)
- Alec Morton – basszusgitár (1986-2004)
- Mark Middleton - gitár (1986-1995)
- Tony Scaglione - dob (1989)
- Phil Ondich – dob (1997-1998)
- Bob Pantella – dob (1989)
- Rob Cournoyer – dob (1998-2004)
- Jack Irons – dob (1992)
- Paul Sheehan – dob (1992-1997)

## Diszkográfia
- Assmaster (1987)
- Raging Slab (1989)
- From a Southern Space (1991, nem jelent meg)
- Freeburden (1992, nem jelent meg)
- Dynamite Monster Boogie Concert (1993)
- Black Belt in Boogie (1995, nem jelent meg)
- Sing Monkey, Sing! (1996)
- The Dealer (2001)
- (pronounced ēat-shït) (2002) (utalás a Lynyrd Skynyrd 1973-as albumára)
- Sisterslab and the Boogie Coalition, Vol. 1 (2020)